# Vito Dellino
Vito Dellino (Bari, 16 de abril de 1982) es un deportista italiano que compitió en halterofilia. Ganó una medalla de plata en el Campeonato Europeo de Halterofilia de 2009, en la categoría de 56 kg.

## Palmarés internacional
| Campeonato Europeo | Campeonato Europeo | Campeonato Europeo | Campeonato Europeo |
| Año                | Lugar              | Medalla            | Categoría          |
| ------------------ | ------------------ | ------------------ | ------------------ |
| 2009               | Bucarest (Rumania) | Medalla de plata   | 56 kg              |